# Oscar Han
Oscar Han   (Bucarest, 3 de desembre de 1891 - Bucarest, 14 de febrer de 1976) va ser un autor, monògraf i escultor romanès.

## Biografia
El seu pare era d'origen alemany i la seva mare era romanesa de Vrancea.
Oscar Han va estudiar a l'Escola Nacional de Belles Arts de Bucarest, a l'estudi de Dimitrie Paciurea (escultura) i amb Frederic Storck (dibuix). El seu debut com a escultor es va produir molt aviat, amb ni tan sols 20 anys. El 1911, Oscar Han es va fer famós amb la seva obra "Head of a Little Girl".
Va ser membre del "Grup dels Quatre", del qual també hi havia els pintors Nicolae Tonitza , Ștefan Dimitrescu i Francisc Șirato. El 1917, va ser un dels 30 artistes, pintors i escultors enviats al front pel Quarter General de l'Exèrcit per crear obres inspirades en les batalles lliurades per l'exèrcit romanès.
Va participar en els Salons Oficials de Bucarest, va exposar en diverses exposicions d'art romanès a l'estranger, així com en alguns esdeveniments internacionals a Venècia, Anvers, París, La Haia, Amsterdam, Barcelona.
En una sèrie de retrats (Pârvan, Eminescu, Iorga, Sòfocles, Dante), mostra preocupació per la transposició plàstica d'alguns valors del retrat físic i moral de la personalitat respectiva.
Quan s'acosta a la composició monumental, l'aposta recau en la retòrica del gest i, igualment, en la massivitat dels volums, en la concreció imperiosa del material figuratiu (Victorie, 1932; Constantin Brâncoveanu, 1936; Anghel Saligny, 1958, etc.).
L'1 de gener de 1927 va ser nomenat professor suplent del departament d'escultura de l'Escola de Belles Arts de Bucarest, on va compartir l'únic taller d'escultura amb el seu antic professor D. Paciurea. Després de la seva mort d'aquest, va romandre professor titular fins a 1946.
A la legislatura 1934-1937, va ser diputat liberal per Mureș, però no va destacar al Parlament. Pel fet d'haver entrat en política, durant els governs liberals aconseguí guanyar la majoria de les ordres estatals.

El 12 de desembre de 1940, Oscar Han es va queixar al ministre d'Arts: 
| « | "El sotasignat mai ha estat maçó i mai ha visitat, ni tan sols de manera molt privada, cap lògia maçònica del país o de l'estranger. Tanmateix, el senyor Dumitru Anastasescu, escultor, es va permetre afirmar en un grup de legionaris que el sotasignat és maçó". | » |

Com a resultat, Oscar Han va renunciar a la Comissió Interina de la Unió de Belles Arts.
El 1945, els comunistes van acusar Oscar Han de ser legionari (potser pel bust del Prof. Nae Ionescu, fet per Oscar Han el 1928).
D'acord amb la llei de depuració a causa de l'associació passada amb el règim pro-feixista, adoptada en una nova fórmula el 30 de març de 1945, l'escultor Oscar Han, professor de l'Escola de Belles Arts, va ser retirat de l'educació per un període d'un any per un decret signat per Mihail Ralea, el nou ministre d'Arts nomenat. Més tard, Oscar Han es va adaptar al nou règim i va estar entre els que també van produir obres de qualitat estètica inferior.

## Premis
- el títol de Mestre emèrit en Arts de la República Popular Romanesa (18 d'agost de 1964) "per mèrits destacats en l'activitat desenvolupada en l'àmbit del teatre, la música, les belles arts i la cinematografia".[6]
- Ordre del Treball, Primera Classe (1971) "per mèrits destacats en l'obra de construcció del socialisme, amb motiu del 50è aniversari de la creació del Partit Comunista Romanès".[7]
- Ordre de l'"Estrella de la República Socialista de Romania" de 1a classe (3 de febrer de 1972).[8]

## Les seves estàtues
- Es poden trobar 4 obres d'Oscar Han a la col·lecció d'art del Museu del Comtat de Vâlcea.[2]

A la Casa Memorial "Cezar Petrescu" de Bușteni es troben les estàtues dels tres màrtirs Horia, Cloșca i Crișan, úniques, signades per l'escultor Oscar Han.
El Museu d'Art de Constanța exposa 11 escultures de bronze d'Oscar Han, com ara "El petó", "Nu femení", "Joves" i "Pensaments". Les obres van entrar al patrimoni de la institució per adquisicions de col·leccions privades i per donacions.
Altres obres seves es poden trobar a Bucarest, a la Minulescu - Casa Memorial Claudia Millian, al Museu Nacional d'Art de Romania i al Museu Zambaccian. El Museu Zambaccian exposa l'obra The Archer, una estatueta de 114 cm d'alçada fosa en bronze per Oscar Han el 1934.
Oscar Han va escriure una monografia sobre Dimitrie Paciurea i un gran nombre de revisions i articles d'art, reunits el 1970 en el volum "Dălți și Pensule", publicat per l'editorial Minerva de Bucarest.

## Estatuària
- El bust de bronze de Mihai Eminescu, descobert al pati del monestir de Putna l'any 1926. Al seu pedestal hi ha la inscripció "En memòria del primer congrés estudiantil i la primera celebració dels romanesos a tot arreu que va tenir lloc l'any 1871 a la tomba de Ștefan Voievod, a instàncies de M. Eminescu, aquest monument es va erigir a la iniciativa de M. Eminescu hai Eminescu-1850-1889".[13]
- El bust del tenor Nae Leonard erigit al parc Kiseleff de Bucarest va ser realitzat per l'escultor Oscar Han l'any 1929, a través d'una recol·lecta pública organitzada pel diari "Rampa".[14]
- Bust de l'escriptor i historiador Bogdan Petriceicu Hasdeu de Buzău, escultor Oscar Han, 1932 (1 Garii Boulevard)
- L'estàtua del rei Carles I de Romania, situada al pati del castell de Peleș a Sinaia.[15] L'estàtua va ser descoberta el 26 de setembre de 1933, després d'un servei diví, i esquitxada amb aigua beneïda pel patriarca Miron Cristea.[16]
- El bust de I.G.Duca de Sibiu, executat en bronze, signat per Oscar Han, es va fer l'any 1934 per commemorar la mort del polític liberal, assassinat a l'andana de l'estació de Sinaia per extremistes de dretes. Es va col·locar l'any de la seva creació, davant de la Direcció Financera del Comtat de Sibiu en aquell moment, al lloc on avui es troba l'estàtua de George Coșbuc, al bulevar Victoriei. Desmantellat durant el règim comunista, va ser salvat pels restauradors al Museu Brukenthal i el 2007 es va col·locar al parc del carrer Hermann Oberth de Sibiu.[17][18][19]
- El bust de Mihai Eminescu a Constanța, descobert el 1934 al passeig marítim del Casino de Constanța,[20] al lloc on el poeta volia ser enterrat, expressant el seu desig a través del seu poema Mai am un singul dor. Al pedestal hi ha la cara estatuària d'una de les muses antigues que inspiraven la poesia lírica: Terpsicore o Erato.[21] La nit del 4 al 5 de març de 2011, l'estàtua va ser animalitzada, amb lladres robant la massiva efígie de bronze del pedestal, on hi havia inscrit el nom del poeta nacional, tot i que hi ha dos llocs de guàrdia públic a la zona on es troba el monument, i darrere de l'estàtua també hi ha un lloc de policia militar que garanteix la seguretat de la Comandament de la Fleet.[22]
- El Monument a la Victòria - Situat a Tișița - representa una immortalització de la victòria de 1916 a 1918. El monument de bronze, amb una alçada de 2,50 m, representa Ecaterina Teodoroiu amb l'espasa aixecada per sobre del cap.[23] L'iniciador del monument va ser Pamfil Șeicaru, a càrrec seu. Va ser executat per l'escultor Oscar Han. La inauguració el 20 de setembre de 1934 va comptar amb la presència del rei Carles II de Romania i Miquel, gran voivoda d'Alba Iulia.[24]
- El monument "Victòria de Mărășești", inaugurat a Mărășești el 21 de setembre de 1934, va ser dissenyat i construït a costa de l'escultor Oscar Han, el primer ciutadà d'honor de la ciutat de Mărășești.[24]
- El bust de Mihai Eminescu, situat a la plaça davant del cinema Capitol, a Timișoara.[25]
- L'estàtua de Mihail Kogălniceanu a Bucarest, erigida el 1936 a la plaça Mihail Kogălniceanu
- L'estàtua de Constantin Brâncoveanu a Bucarest, feta en bronze per l'escultor Oscar Han el 1939, es troba just al pati de l'església de St. Gheoghe-Nou a Bucarest, on està enterrat el governant.
- El bust d'Alexandru Vlahuță, col·locat l'any 1943 a la Rotonda dels Escriptors del parc Cișmigiu de Bucarest.
- El monument a Mircea el Vell a Turnu-Măgurele, situat al parc davant de l'escola primària número 1 de la ciutat, executat per Oscar Han després del retrat del governant de la seva fundació, el monestir de Cozia.[25]
- Estàtua del compositor George Enescu de Buzău, escultor Oscar Han, 1974 ("Parc de la Joventut")
- L'estàtua d'Esteve el Gran a Piatra-Neamț, feta per Oscar Han el 1974 i situada al parc del centre de la ciutat.[26]
- El bust de Vasile Voiculescu de Pârscov, comtat de Buzău, va ser descobert el 13 d'octubre de 1974, al pati de la seva casa commemorativa, amb motiu del seu 90è aniversari.[27]
- L'estàtua eqüestre de Miquel el Valent a Alba Iulia, inaugurada l'any 1968 davant del palau príncep d'Alba Iulia, amb motiu del semicentenari de la Unió de Transsilvània amb Romania.
- L'estàtua de Vasile Lupu, situada a Orhei, República de Moldàvia, està feta de bronze i representa el governant a les seves cambres principesques, amb una lletra principesca a la mà dreta. L'estàtua es posa en moviment. El monument es va inaugurar el 1937 i va ser traslladat diverses vegades (el 1940 a Iași, el 1944 a Craiova), per protegir-lo de les tropes soviètiques.[28]
- L'estàtua d'Angel Saligny a Constanța, inaugurada el 1957 i traslladada el 16 d'octubre de 1996.

## Exposicions
Exposicions personals

- 1915 - Ateneu Romanès, Bucarest (juntament amb Alexandru Romano i Horia Boamba);
- 1919 - Saló d'Art, Bucarest (juntament amb Traian Cornescu);
- 1925 - Galeria Caminul Artei, Bucarest;
- 1934, 1935 - Dalles Hall, Bucarest (juntament amb Francisc Șirato i Nicolae Tonitza);
- 1962 - Exposició retrospectiva, Sala Dalles.

## Exposicions col·lectives
1911 - Saló Oficial, Bucarest (debut);
1912, 1913, 1916 - Salons Oficials;
1914, 1915, 1916 - Exposició de la Joventut Artística, Bucarest;
1917 - Exposició de pintures i escultures d'artistes mobilitzats, Iași;
1926 - 1936 - Exposició de l'Associació Grup de Quatre, Bucarest;
1929 - Exposició Universal, Barcelona, Espanya.